# IMAGE
IMAGE (Imager for Magnetopause-to-Aurora Global Exploration) là một vệ tinh của NASA thuộc nhiệm vụ Medium Explorers và nghiên cứu phản ứng toàn cầu của từ quyển Trái Đất đến các thay đổi trong gió mặt trời. Nó được phóng lên]] vào ngày 25 tháng 3 năm 2000 bởi một tên lửa phóng Delta II từ Vandenberg AFB trong một nhiệm vụ hai năm. Gần sáu năm sau, nó bất ngờ ngừng hoạt động vào tháng 12 năm 2005 khi thực hiện nhiệm vụ mở rộng và đã bị tuyên bố mất tích. Tàu vũ trụ này là một phần của Chương trình Kết nối Mặt trời-Trái Đất của NASA, và trong thời gian hoạt động của nó có hơn 400 bài báo nghiên cứu được xuất bản trong các tạp chí được đánh giá ngang hàng sử dụng dữ liệu của nó. Tàu vũ trụ này có những máy ảnh đặc biệt cung cấp nhiều đột phá khác nhau trong việc tìm hiểu sự năng động của plasma xung quanh Trái Đất. Điều tra viên chính là Jim Burch thuộc Viện Nghiên cứu Tây Nam.
Vào tháng 1 năm 2018, một người theo dõi vệ tinh nghiệp dư đã tìm thấy nó truyền một số tín hiệu về Trái Đất. NASA đã cố gắng liên lạc với tàu vũ trụ và xác định tình trạng tải trọng của nó, nhưng đã phải theo dõi và điều chỉnh phần cứng và phần mềm cũ cho các hệ thống hiện tại. Vào ngày 25 tháng 2, liên hệ với IMAGE lại bị mất, nhưng nếu được tái lập, NASA có thể quyết định tài trợ cho một nhiệm vụ khởi động lại cho vệ tinh này.

## Tổng quan
IMAGE là tàu vũ trụ đầu tiên dành riêng cho việc chụp ảnh từ quyển Trái Đất. IMAGE là một tàu vũ trụ được phát triển bởi chương trình Explorers Medium-Class (MIDEX), và nó là phi thuyền đầu tiên dành riêng cho quan sát từ quyển Trái Đất, tạo ra những hình ảnh toàn cầu về plasma trong từ quyển bên trong. Thủ công IMAGE được đặt trong quỹ đạo 1.000 × 46,000 km quanh Trái Đất, với độ nghiêng 90 ° (đi qua các cực) và có thời gian chu kỳ 14,2 giờ.
Bằng cách có được hình ảnh mỗi 2 phút trong bước sóng vô hình đối với mắt người, nó cho phép nghiên cứu chi tiết về sự tương tác của gió mặt trời với từ quyển và phản ứng của từ quyển trong cơn bão từ. Từ quỹ đạo xa xôi của nó, phi thuyền đã tạo ra vô số hình ảnh của vùng không gian vô hình trước đó trong từ quyển bên trong, vượt quá mọi mục tiêu khoa học của nó. Một đánh giá cao cấp năm 2005, trước đó về sự mất mát của nó, mô tả nhiệm vụ là "cực kỳ hiệu quả", đã xác nhận một số dự đoán lý thuyết (ví dụ, plasmasphere plumes, pre-midnight ring-injection injection và liên tục antiparallel reconnection), phát hiện nhiều hiện tượng mới và không có ý nghĩa (ví dụ, các vai plasmasphere, các proton subauroral arcs, và luồng nguyên tử trung gian giữa các sao), và trả lời một loạt các câu hỏi nổi bật liên quan đến vùng bức xạ liên tục kilomet, vai trò của xung áp suất gió mặt trời trong dòng khí quyển ion và mối quan hệ giữa proton và electron aurora khi có bão từ. Khi tàu vũ trụ mất tín hiệu vào tháng 12 năm 2005, một dự án cho nó đã được phê chuẩn với một nhiệm vụ mở rộng cho đến năm 2010.
Chi phí cho IMAGE được ước tính là 132 triệu đô la Mỹ, bao gồm tàu vũ trụ, dụng cụ, phương tiện phóng và các hoạt động dưới mặt đất.